# Les Rustres
Les Rustres (I rusteghi) est une pièce de théâtre en trois actes de Carlo Goldoni écrite en vénitien en 1760.
La pièce a été représentée pour la première fois à Venise au Teatro San Luca, à la fin du carnaval de 1760 et a été publiée en 1762.

## Trame
L'action se déroule à Venise.

### Premier acte
La pièce débute avec Lucietta, fille de Lunardo, l'un des quatre Rustres, et Margarita, épouse de celui-ci et belle-mère de Lucietta, qui se plaignent qu'elles ne peuvent jamais sortir de la maison. Elles sont interrompues par l'arrivée de Lunardo, qui annonce qu'il a invité ce soir-là les trois autres Rustres et leurs épouses et rapidement, explique à sa femme, après avoir renvoyé sa fille, l'accord qui a été conclu avec Maurizio, l'un des autres Rustres, pour lui faire épouser le fils de celui-ci, Filippetto. Maurizio arrive à ce moment-là et parle du prochain mariage avec Lunardo, en lui disant que son fils Filippetto aimerait voir sa fille avant, demande vivement rejetée par Lunardo.
Dans la scène 6 du premier acte, le décor change : Filippetto, dans la maison de Marina, sa tante, confesse son désir de voir Lucietta. La tante est surprise de cette interdiction imposée à son neveu, qui est faite pour l'éloigner du mari de Marina, Simon, le troisième Rustre, qui fait alors son apparition.
Peu de temps après une brève altercation entre Marina et son mari, arrivent à leur maison Felicie, son mari Canciano (le quatrième et dernier Rustre, soumis à sa femme), et le comte Riccardo, ami de Felicie. Tandis que Riccardo tente d'entamer une conversation avec le peu loquace Canciano, Felicie, mise au courant des faits arrive et révèle un plan dont Marina a eu l'idée pour faire se rencontrer les deux jeunes fiancés. Simon renvoie tout le monde chez lui maladroitement.

### Deuxième acte
Le deuxième acte s'ouvre avec Margarita et Lucietta dans une chambre dans la maison de Lunardo. Lucietta envie les vêtements de sa belle-mère, pomponnée pour le dîner de ce soir-là, et parvient à la convaincre de lui donner une « paire de boucles d'oreille » et un « collier de perles » que néanmoins elle n'apprécie pas. Lorsque Lunardo arrive, il dit aux deux de s'habiller comme il se doit, et continue à les réprimander même lorsque les premiers invités, Marina et son mari Simon, arrivent. Lunardo apprend que Simon était au courant des préparatifs du mariage et les deux se jettent à corps perdu dans une conversation qui frise la misogynie.
Pendant ce temps, Marina, avec le consentement de Margarita, raconte à Lucietta toute l'affaire du mariage, y compris l'engagement que Felicia avait pris de faire se rencontrer les deux fiancés. En fait, peu de temps après son arrivée Felicia annonce l'arrivée imminente de Felippetto. Celui-ci arrive déguisé en femme, accompagné par le comte Riccardo. Les deux se plaisent, à première vue.
La douce rencontre est brusquement interrompue par le retour inattendu de Lunardo, Simon et Canciano. Lunardo, de façon tout à fait imprévisible, annonce aux femmes que le mariage serait célébré « ancuo, adessadesso » (même immédiatement) et que Maurizio étant aller chercher son fils revient, haletant, en disant qu'il n'a pas trouvé son fils à la maison, et qu'en fait il s'est peut-être caché dans une chambre avec le comte Riccardo.

### Troisième acte
Une dispute éclate entre les hommes, qui se plaignent de leurs épouses et accusent celles des autres. La situation n'est calmée que par l'intervention de Felicia, qui, montrant de la fermeté et une certaine habilité rhétorique, peut convaincre les quatre Rustres qu'après tout, ce qui s'est passé n'était pas quelque chose de grave. Après d'ultimes reproches aux enfants de la part de leurs pères respectifs, tout le monde se réconcilie, et Felicia peut bien rappeler la raison pour laquelle ils s'étaient réunis, ou dîner tranquillement ensemble.

## Personnages

### Lesrustres
Les quatre rustres, qui donnent le nom à la comédie, sont, par ordre d'apparition, Lunardo, Maurizio, Simon et Canciano. Tous les quatre partagent différents aspects : ils essaient d'imposer des coutumes traditionnelles à leurs épouses, de les freiner dans des modes qu'ils jugent trop bizarres ou excentriques ; ils leur interdisent de quitter la maison, même de regarder par le balcon, d'aller à des fêtes ou de voir des comédies ; ils ne supportent pas d'étrangers dans leurs maisons, ce qui indique aussi une répulsion envers toute conversation.
Il est significatif que Goldoni soit confronté au même genre de personnage. Dans ses représentations, il veut montrer la réalité contemporaine, en observant les différents caractères et situations qu'on peut y rencontrer : en cela il s'éloigne de la tradition de la Commedia dell'Arte, de ne montrer qu'un seul caractère pour chaque personnage. La figure du rustre, dans ce cas, s'élargit, et à l'intérieur de celle-ci se crée toute une série de personnages, chacun ayant sa particularité, non seulement physique, mais aussi morale et psychologique.

#### Lunardo
Lunardo est un marchand, époux de Margarita et père de Lucietta. Déjà à première vue, après une description indirecte par sa femme et sa fille (I, 1), il se présente comme un personnage sérieux, qui tend à imposer son autorité (I , 2), malgré son «Pour dire les choses comme elles sont» répétitif qui le rend un peu ridicule, même s'il répond au «Figurez-vous !» de son épouse. Bien qu'il soit certainement impulsif et soupçonneux, son caractère parfois affectueux, passionné et prudent émerge par moments : il évite, en effet, d'entrer dans des discussions furieuses avec Margarita (I, 2:  Cussì, vedu? Me piase anca mi practicar), et utilise parfois même des expressions douces (I, 2:«Allez. Venez ça toutes deux.»). Il est le premier à prendre la parole lorsque Felicia a terminé son discours persuasif aux quatre (III, 2, « Qu'en dites-vous, Monsieur Simon? »).

#### Maurizio
Maurizio, beau-frère de Marina et père de Felippetto, est le plus avare: cela est déjà évident dès la première scène dans laquelle il apparaît, où il commence à parler avec Lunardo de la dot de sa fille comme s'il s'agissait d'une pure vente commerciale (I, 5 ). Doté de cet esprit marchand, il est bien fermé dans son monde et pense avoir autorité sur son fils (I, 5: «Ce garçon-là fera tout ce qu'il vous plaira.»), essayant de l'imposer de manière maladroite (III, 5: « Écoute bien : tu as beau te marier, je veux que tu me gardes obéissance, et que tu restes sous ma dépendance. »), immédiatement après avoir accepté Lucietta comme belle-fille).

#### Simon
Simon est marchand, époux de Marina. Dès qu'il entre en scène (I, 7), dans sa maison, il attaque brusquement Felippetto (son neveu) (« Je ne le veux pas chez moi. »)  et s'adressant à sa femme, il dit : « Je peux et je veux vous interdire tout ce qui me déplaît. », montrant qu'il est le rustre le plus dur et le plus inaccessible. Obstiné, il refuse même de dire à sa femme chez qui ils doivent aller manger (I, 8).

#### Canciano
Canciano, le mari de Felicia, est le plus faible des quatre, peu loquace et lâchement soumis à sa femme (I, 9: il est le seul à dire « oui Madame »). Déjà dans la première scène où il apparaît, il est mis de côté et il est clair que sa femme complote quelque chose, alors qu'elle tourne autour du comte Riccardo avec l'approbation tacite de son mari que celui-ci ne connaît même pas. Il refuse tout effort de conversation avec le dit comte Riccardo, tout en se montrant plus bavard avec les autres rustres, allant jusqu'à parler du caractère des femmes et des manières de les « fustiger » (III, 1).

### Les femmes
Dans cette comédie les femmes sont certainement beaucoup plus différenciées que les rustres.
Il y a une différence profonde entre leur vision du monde et celle de leurs mari. Alors que ceux-ci suivent obstinément des règles dictées par un sens déraisonnable de l'honneur ou de la tradition, les femmes sont douées d'un bon sens beaucoup plus sain et flexible. Felicia témoigne de cette vision de la vie dans son discours aux rustres dans la deuxième scène du troisième acte :

« Je conviens avec vous qu'il n'est pas sage que les filles se fassent courtiser, que c'est à leur père à leur choisir un mari et qu'elles ont à lui obéir. Est-il juste, néanmoins, de passer la corde au cou d'une fille et de lui dire : garde-la sinon gare à toi !
  »

— (Acte III, scène 2)

#### Margarita
Margarita, épouse de Lunardo en secondes noces, est la femme la moins fougueuse. Avec sa belle-fille Lucietta, elle a une relation fluctuante, faite d'interdictions obstinées, mais pas trop convaincues, de compromis, de concessions et de quelques petites querelles. Margarita semble affectueuse envers Lucietta, mais parfois la jalousie reprend le dessus. Il faut dire que Lucietta est sur le point d'épouser un beau jeune homme, alors qu'elle se doit d'obéir à son vieux mari.
De caractère complaisant et craintif, mais aussi bonne et raisonnable, Margarita entretient avec celui-ci la meilleure relation parmi les couples de la pièce : les deux se répondent et s'écoutent, bien que Margarita montre, surtout au début, une certaine tendance à céder à son conjoint. Dans le troisième acte, en revanche, elle se fait enfin la porte-parole des candidatures de sa belle-fille et le dit à son mari, sur un ton modéré, mais avec conviction et assurance :

« Je tiens, moi aussi, à dire mon mot dans cette affaire. Oui, monsieur, il m'a fort déplu de le voir ici, et il a eu tort d'y venir. Mais en lui donnant la main de votre fille, ne mettez-vous un point final à l'aventure? Je vous ai laissé dire, je vous ai laissé faire à votre aise mais, à présent, je vous l'avoue sans ambages : oui, monsieur, il convient qu'il la prenne, il convient qu'elle l'épouse! 

[...]

Allons ! mon cher époux, je vous comprends. Je connais votre caractère : vous êtes un homme de bien, un homme affectueux, vous avez du cœur mais, ma foi de ma foi ! vous êtes d'humeur bien incommode ! Cette fois j'avoue que vous avez raison; mais enfin, nous vous avons demandé pardon, votre fille et moi. N'en doutez pas, pour qu'une femme se réduise à cela, il en faut ! Si je l'ai fait, c'est parce que je vous porte amitié et que je porte amitié à cette enfant qui n'en convient guère ou ne veut pas en convenir. Pour elle comme pour vous, il n'est pas un bien dont je me priverais, et je donnerais mon sang pour que nous vivions tous les trois en repos.  »

— ( Acte III, scène 5 )

#### Marina
Marina, l'épouse de Simon, bonne et amatrice de ragots, est la première à tenter de rendre justice et à dire à Felippetto, en parlant de Lucietta, la phrase d'où est issue l'intrigue de la pièce : 

« Mieux vaudrait que vous la voyiez auparavant.  »

— ( Acte I, scène 6 )
Elle entretient des relations affectueuses avec tout le monde, notamment avec les deux jeunes, dont le désir de se rencontrer est pris très au sérieux. C'est elle qui donne l'heureuse nouvelle à Lucietta, après avoir obtenu, non sans difficulté, le consentement de la belle-mère.
D'un autre côté, elle a une relation désastreuse avec son mari, à cause en fait de l'obstination absurde de Simon. Elle ne se soumet pas, mais elle ne peut pas avoir raison sur les réticences injustifiées de son mari, qui ne lui dit même pas où ils iraient le soir ou avec qui. Ce n'est que dans le troisième acte qu'elle peut enfin le faire taire :

« Felicia — C'est moi, vous dis-je, c'est moi...

Marina — A vrai dire, il m'en revient une part aussi.

Simon, à Marina, avec ironie — Hé ! nous savons bien que vous êtes une femme d'esprit.

Marina — Certes ! J'en ai plus que vous !  »

— ( Acte III, scène 4 )

#### Felicia
Felicia est certainement la plus audacieuse des trois. Sa position dominante sur son mari Canciano est surprenante. Entreprenante et résolue, elle donne l'impression d'avoir toute la situation en main, touchant parfois la présomption (II, 8: « Reposez-vous sur moi. Je sais très bien ce que j'aurai à dire pour qu'ils se voient autant qu'il se pourra. »). Elle sait cependant reconnaître ses erreurs (II, 14), et parvient magistralement à résoudre la situation.
C'est elle, en effet, qui parle aux rustres et leur montre l'insensé de leurs décisions, en les persuadant qu'il n'y avait rien de mal à ce que Felippetto et Lucietta se voient. Felicia fait toujours preuve de confiance en elle, prétendant être une " femme civile ", une " femme juste " et une " femme d'honneur " (III, 2). Elle assume l'entière responsabilité de l'affaire (III, 4: « Non, je suis coupable, j'en suis la cause »). Et enfin dissout toutes les tensions, offrant ainsi une sincère leçon de vie dans la dernière scène de l'acte III :

« Pour ce qui est des atours, si on n'est pas toujours en train de s'affubler à la dernière mode, quand on ne ruine pas sa maison, ne convient-il pas d'être proprement mise? Bref, tenez-vous à vivre en repos? Tenez-vous à vivre en harmonie avec vos épouses? Gouvernez-vous en hommes et non pas en sauvages ! Ordonnez sans tyranniser et aimez si vous voulez être aimés.  »

— ( Acte III, scène 5 )

### Lucietta et Felippetto
Lucietta et Felippetto, les deux jeunes gens qui ne se sont jamais rencontrés, mais destinés par leur père à se marier, sont des figures respectueuses, mais naïves et inexpérimentées. Ils n'essaient jamais de bouleverser l'ordre, mais subissent passivement à la fois les limites imposantes de leurs pères et l'euphorie des femmes, notamment Marina et Felicia, qui semblent assumer la tâche de les réunir.
En cela, ils ne peuvent pas être considérés comme les antagonistes directs des rustres , car ils manquent de caractère; en effet, ils sont, par leur subordination, des apprenants tacites de la tradition obsolète que les pères poursuivent obstinément.

## Sources
1. ↑  «vegnimo a dir el merito» (traduction de Gilbert Moget) (autres traductions : «Je vais vous dire ce que je pense» ou encore «Venons-en au fait» dans la traduction de H. Valot)
2. ↑  «Figurarse» (traduction de Gilbert Moget) («Ma foi de ma foi !» dans la traduction de H. Valot)
3. 1 2 3 4 5  traduction de H. Valot - Carlo Goldoni. « Les Rustres. » iBooks

- (it) Cet article est partiellement ou en totalité issu de l’article de Wikipédia en italien intitulé « I rusteghi » (voir la liste des auteurs).